# ブラック レーベル スケートボード
ブラックレーベルは1990年に黄金期のサンタクルーズでライダーをしていたジョン・ルセロが立ち上げたスケートボード・カンパニー。
設立当初はマイク・バレリーなどが在籍していた。
拠点はコスタメサ。
ちなみに、元Blink182で現在+44のドラマーであるトラヴィス・バーカーは、右腕にブラックレーベルの悪魔のタトゥーが入っているとの事。